# Porcos halak

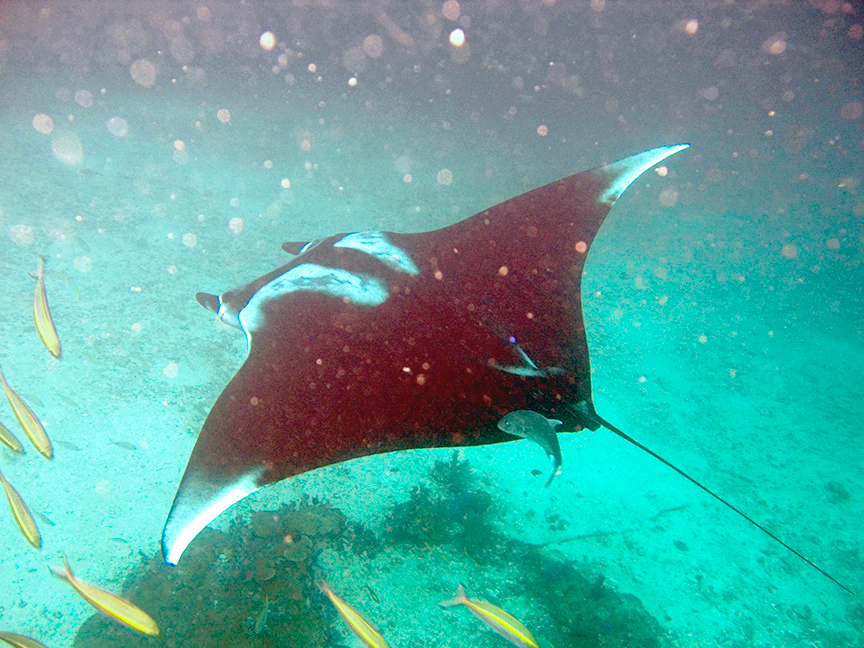
Atlanti ördögrája (Mobula birostris)

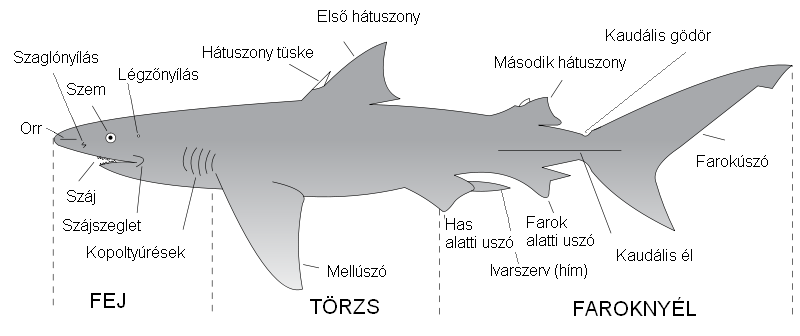

A porcos halak (Chondrichthyes) a gerinchúrosok törzsének (Chordata) egyik osztálya. Az osztály közismert tagjai a cápák és a ráják, kevésbé ismert csoportjuk a tengeri macskák.

## Anatómia és élettan

### A porcos halak kialakulása és elterjedése
A legrégebbi porcoshal mikrofosszíliák, fogas pikkelyek és olykor csigolya maradványok a késő ordovíciumból, mintegy 455 millió évvel ezelőttről származnak (Colorado, USA). Mivel a nyomfosszíliák nem értékelhetőek (nincs mihez viszonyítani), ezért megjelenésük és kialakulásuk története a távoli földtörténeti korok homályába vész. A legrégebbi cápa fosszília, illetve az első fogmaradványok Nyugat-Mongóliából és Szibériából (Tuva) kerültek elő a felső szilurból, koruk mintegy 420 millió év (Mongolepis, Elegestolepis). A korai cápáknak, amelyek a korai devonban jelentek meg (Stethacanthus, Cladoselache) sima szélű többhegyű kladodonta foguk volt, amely csak a kisebb táplálék megragadására volt alkalmas. Az állkapcsuk nem volt előretolható, mint a mai cápáknak. A mellúszójuk széles legyezőszerű és domború, a porcos radiális úszósugarak osztatlanok és hosszúak voltak, ezért kevésbé voltak fordulékonyak, illetve ez az úszófelépítés csak a nagysebességű úszáshoz volt elegendő. A korai cápák között már megtalálhatóak a szinte kizárólag csak édesvízben élt kistestű Xenacanthidák (Xenacanthiformes). Ebbe a rendbe tartozik az Antarctilamna, melynek fosszilis koponyamaradványa az alsó devonból származik (Seripona, Bolivia). A porcoshalak fejlődésében két nagy esemény volt: a devon időszak közepén (400 millió évvel ezelőtt), amikor a kötöttkopoltyús őscápák és a tömörfejűek (kimérák) elváltak, és a jurában mikor a ráják és a mai "modern" cápák kialakultak (140 millió éve - ezek relatíve fiatal halcsoportok). A kimérák sohasem voltak alakgazdagok. Ma alig néhány fajuk él a mélyebb tengerekben. Ezzel szemben a cápák és ráják, ha messze el is maradnak a valódi halak (Teleostomi) 31 168-at (2008) is túllépő fajszáma mögött, mégis rettegett ragadozó voltukból következő uralkodó szerepüket - különösen a meleg tengerekben - mindig biztosította nagy példányszámuk. A ma élő cápacsaládok, illetve cáparendek döntő többsége már a krétában kialakult, így egy furcsa kettősség jellemzi a porcoshalakat. Volt olyan földtörténeti időszak (karbon), mikor egyszerre éltek a korai cápák a kezdetleges fejlődési fokon lévő mai "modern" cápákkal, kimérákkal és rájákkal, ez a kor volt a porcoshalak aranykora. A földtörténeti korokban több tömeges fajkihalást is túléltek, például a kréta-harmadkor, devon és perm végi nagy kihalási hullámokat. A fosszilis porcos halaknak közel 3000 faja ismert és rendszerezett a szilurtól kezdve napjainkig. Ezért egy bizonyos ponton túl nem lehet a porcos halakat (Chondrichthyes) szétválasztani, amelyek összességében egy monofiletikus kládot alkotnak (egy közös őstől származnak).

### A vázrendszer és a mozgás
Szervezetük a devon folyamán végleg kialakult, azóta gyakorlatilag alig változtak valamit. Valamennyien torpedó alakú, hosszú hengeres testű állatok, kivéve a rájákat. A legkisebb cápafaj az alig 17 cm-es törpe kutyacápa (Etmopterus perryi), míg a legnagyobbra növő faj a 12, de egyes beszámolók szerint a 18 métert is elérő cetcápa (Rhincodon typus). A ráják törzsfejlődése a földtörténet későbbi időszakában ágazott el, és messzemenően alkalmazkodtak a fenéklakó életmódhoz. A cápákkal és a kimérákkal éles ellentétben a ráják teste hát-hasi irányban teljesen lelapult, mellúszóik pedig hatalmas félkör vagy háromszög alakú legyezőként a fejtől kezdődően ostorszerűen kivékonyodott, "farkúszó nélküli farokig szegélyezik az állatot". Ezzel az alakkal a ráják a tengerfenéken lapuló és onnan csak időnként, "felröppenő" ragadozókká alakultak át. Mindenesetre ebben az alkalmazkodási formában a legmagasabb tökélyig jutott gerincesek. A cápák-ráják, valamint a kimérák fejformájuk alapján elsősorban abban különböznek egymástól, hogy míg a cápák és ráják agykoponyájához ízülettel kapcsolódik az állkapocspár ősi kopoltyúívének mellső tagja, tehát a felső állkapocs, addig a kimérákon ez már szilárdan összeforrt az egységes koponyával, és csak az alsó állkapocs ízesül szabadon a felső állkapoccsal.
Belső vázuk porcszövetből épül fel, és a porcos elemekbe mész rakódik, amelytől keményebb, ellenállóbb lesz. Ez a belső váz, illetve a támasztóvázuk mindvégig porcos maradt, sehol sem csontosodott el. Ahol pedig a csigolyákban merevítés céljából mégis mészlerakódás következett be, ott ez nem a többi gerinces mintájára a gerinchúrt körülvevő külső lemezek formájában, hanem a gerinchúr hártyájának megvastagodásából, illetve a belé rakódott mészanyagból jött létre. A többi gerincessel élesen eltérő támasztóváz kialakulási móddal áll szoros kapcsolatban az a tény is, hogy a porcoshalaknak nincs bordájuk. A testüreget kitámasztó rendszer tehát a test elülső részére, a koponya és a kopoltyúkosár tájára korlátozódik, a tulajdonképpeni testüregre azonban már nem terjed ki. A fej porcos váza a koponya, melyen már megkülönböztetünk arc (vagy zsigeri) és agykoponyát. Állkapcsuk – amely a zsigeri koponya része - igen erőteljes, alapvetően porcból épül fel, de csontkeménységű burok vonja be, amelytől igen erőssé válik. Az agykoponya foglalja magába a nem túl nagy térfogatú agyvelőt, és ennek üregeiben található hólyagszemeket és a különösen érzékeny szaglókészüléket. A koponya hosszan előre nyúlhat, melyet rosztrumnak nevezünk. Ez egyes csoportoknál „fűrésszé” alakul (például fűrészes cápák, fűrészes ráják). Az egész testen végighúzódik a hátgerinc, amely csigolyákból áll; a csigolyák között a gerinchúr maradványa is megtalálható. A hátgerinc egészen a farokúszó felső lebenyének végéig húzódik.

### A kültakaró
A porcoshalak testét apró zománctüskék fedik (csontos Placoid pikkely), ettől a bőr érintése durva, dörzspapírszerű. Ezek a tüskék semmiben sem különböznek a szájüreg peremét kibélelő fogaktól, csak nem olyan nagyok, hanem olyan kicsinyek, hogy a bőr felszíne bársonyos hatást kelt. Ritka esetben találnak meg olyan bizonyítékot valamely szerv vagy „alkatrész” kialakulásának és eredetének magyarázatára, mint a cápák bőrének „pikkelyzetéből” kialakuló gerinces fogazat. A cápabőr pikkelyzetén csak azért ismerhetjük fel teljesen tisztán a fogazattal közös eredetet, mert megmaradt azon az ősi fejlődési fokon, amelyen a specializálódás még nem mosta el a gerincesfogazattal közös eredetének bizonyító vonásait.

### A táplálkozás
A bélcsövük háromszakaszos, belsejében fejlett csavarmenetes redő található. Ugyancsak a porcoshalak teljesen elszigetelt kialakulásának bizonyítéka, hogy a bélcsatornájuk elülső részében található az a páros vagy páratlan kitüremlés, amely a későbbiek során a halakban az úszóhólyag, a négylábúakban (Tetrapoda) pedig a tüdő formájában fejlődött ki. A szájüregben gyökértelen ránőtt fogak találhatók, amelyek pikkely-eredetűek. A cápáknak tépő (homodont) fogazatuk van. A cápák az alsó fogaikat átlagosan 8,2, míg a felső fogakat 7,8 nap alatt cserélik ki. Egyes cápafajok életük során akár 30 ezer fogat is kicserélhetnek. Ezek a fogak csak a zsákmány megragadására, vagy nagyobb darabok kitépésére alkalmasak, rágni nem lehet velük. Állkapcsuk előretolható, ez a tulajdonság teszi lehetővé a nagy és kis zsákmány (falat) egyidejű fogyasztását (szívó táplálkozás). A cápák túlnyomó része ragadozó, de van kivétel. Ilyen például a cetcápa, amelynek nincs foga, hanem kopoltyúfésűje van, ezzel planktonokat szűr ki a tengervízből. A rájáknak és a kiméráknak viszont őrlő (heterodont) fogaik vannak, az első fogak élesek, amelyeknek a táplálék megfogásában és a falat kiragadásában van szerepük, míg a hátsó fogak szélesek és laposak, amelyeknek a táplálék megőrlésében van szerepük.

### A légzés
A cápák és ráják kopoltyúja kötött belső kopoltyú, melyek fölött kopoltyúfedőt még nem találunk (ezért úsznak nyitott szájjal), a kopoltyúlemezeket porcos, lemezes kopoltyúívek tartják. A kopoltyúrések (fecskendőrés) száma 5-7, amelyek szabadon nyílnak egymás mögött sorakozva a test felületén. A kopoltyúrések vagy a test oldalán (cápák), vagy a hasi oldalon nyílnak (ráják). Ez az alapvető különbség egy rája és egy cápa között, ugyanakkor a kimérák kopoltyúréseit már egységes lebeny, vagyis kopoltyúfedő (operculum) takarja.

### A vérkeringés
A keringési rendszerük egy vérkörből áll, melyben kétüregű szív mozgatja a vért. A testből a vénán át jövő oxigénben szegény, elhasznált, magas szén-dioxid-koncentrációjú vér a pitvar előtti vénás öbölbe kerül, majd innen áramlik a kamrába. A kamra után egy megduzzadt rész következik (artériás gumó), mely az főverőér (aortatörzs) kezdeti szakasza. Az aortatörzsből áramlik a vér a kopoltyúartériákba, majd a kopoltyú kapillárisaiba, ahol megtörténik a gázcsere; az érfalakon át a vízből oxigén kerül a vérbe, a szén-dioxid pedig leadódik. Ezután a friss, oxigéndús vér a testi artériákon át a szervekhez, szövetekhez fut, kapillárisokra tagolódva, majd az itt elhasználódott vér a fővénába szedődik össze, mely a vénás öbölbe vezeti a vért.
A vérszövetük szerkezete alapvetően megegyezik a magasabbrendű gerincesekével: benne vörösvértesteket találunk legnagyobb számban, kisebb számban fehérvérsejteket és a véralvadásban szerepet játszó vérlemezkéket.

### A kiválasztás
A kiválasztásuk ősi típusú vesével, ún. ősvesével történik, melyen még jól látható a szelvényesség – akárcsak a kopoltyúíveken, törzsizomzaton és az idegrendszeren. A kiválasztószervek ugyan sok sót választanak ki, de ezek nagy része nem ürül ki a szervezetből, hogy fenntartsa a megfelelő ozmózisnyomást, vagyis az egyensúly (homeosztázis) meglegyen a külső (tengervíz) és belső (testfolyadékok) ionkoncentrációja között.

### Szaporodásbiológiájuk

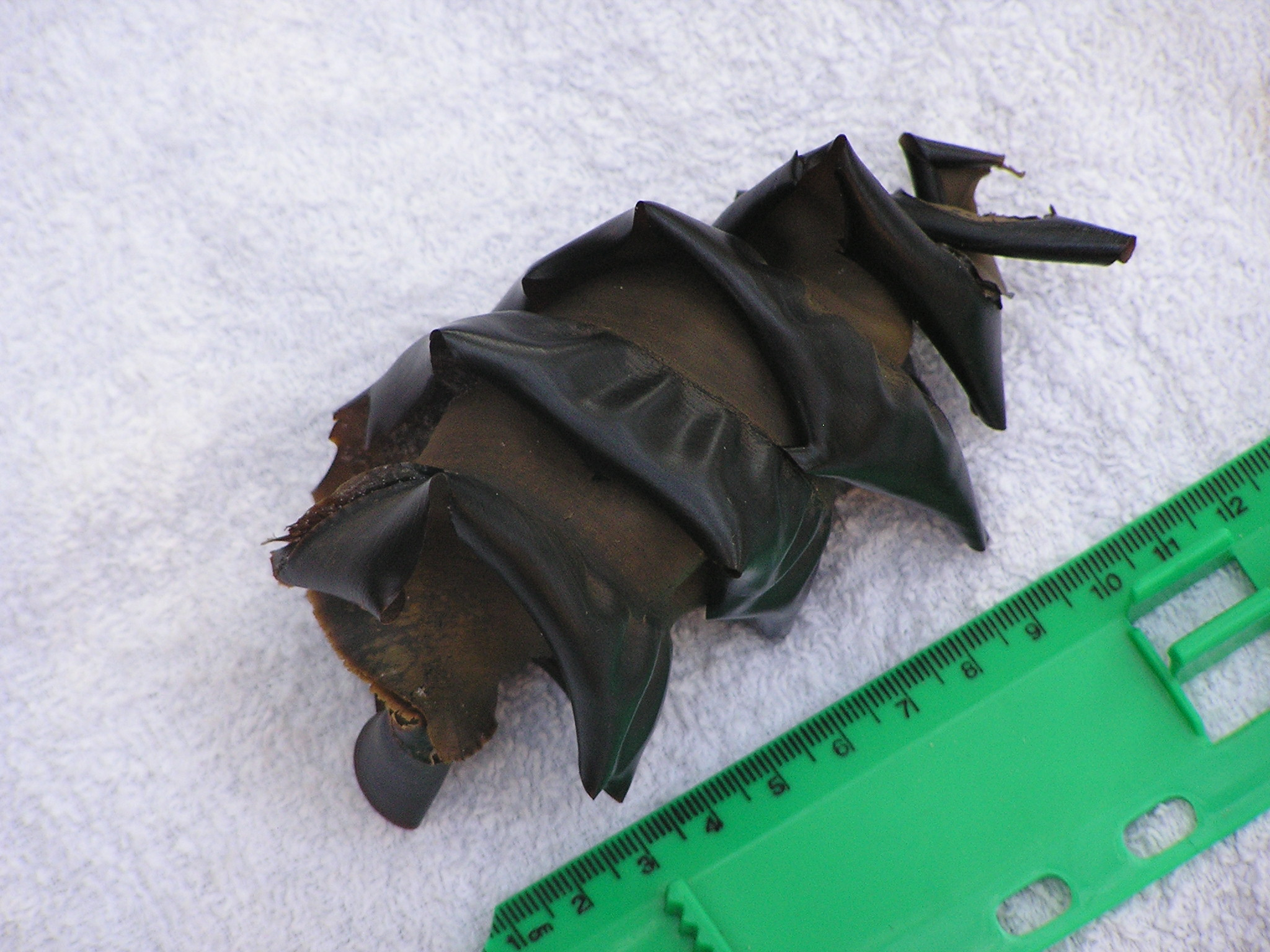
Port Jackson cápa spirális petetokja

A porcos halak váltivarú állatok, ivarmirigyeik kivezető csöve együtt nyílik az ősvese kivezető csövével, egyes esetekben a kloákával. Belső megtermékenyítésűek, a hímeknek sok esetben párzószerve is kialakult. A cápáknak például kettős hímvesszőjük van, melyek összenőttek a farokalatti úszókkal; a két hímvesszőből azonban csak az egyiket használják, a másik csak pótszervként funkcionál. Ritka esetben, például fogságban tartott egyes cápafajoknál olykor előfordulhat a szűznemzés (partenogenezis). A porcos halak nőstényei vagy petetokkal körülvett ikrákat raknak - ez a „cápatojás” (ovipar), vagy saját testükben nevelik a petéket, és elevenen hozzák világra azokat (ovovivipar), például a karcsú galléros cápa (Chlamydoselachus anguineus). Ez azonban csak álelevenszülés, hisz' a kis cápa és az anyaállat anyagcseréje között semmiféle kapcsolat nincs. A terhességi idő akár két év is lehet (a leghosszabb a gerinceseknél). A cápák között az igazi elevenszülés is megfigyelhető (vivipar), például a heringcápa (Lamna nasus) ("Libri de piscibus marinis" - G. Rondelet 1554).
- Kannibalizmus a méhben: az ivarérett nőstények nyolc hónapi vemhességet követően 4-6 ivadékot hoznak a világra. Az ivadékok születéskori mérete 60 cm körüli. Az elevenszülő fajoknál kimutatható az embriók közötti kannibalizmus.
- A porcos halak fejlődéstörténete során többször is kialakult az igazi elevenszülés: a placodermik szolgáltatták az első bizonyítékot a porcos gerincesek elevenszülésére, és így közvetett módon a belső megtermékenyítésre is. A késő devonból származó kb. 380 millió éves fosszilis példányt Északnyugat-Ausztráliában Kimberley területén, a Lindsay Hatcher 2005-ben vezetett expedíciója fedezte fel, melynek a tudományos neve Materpiscis attenboroughi (Materpiscis = anyahal). Az egyedülálló fosszília belsejében jól látható a még meg sem született embrió, a méhlepény és a köldökzsinór.

### A szabályozás
Idegrendszerük viszonylag fejlett csőidegrendszer, melyet bonyolult hormonrendszer egészít ki. Még csak 10 pár agyidegük van. A koponyába zárt belső fülben - ami a halak és a szárazföldi gerincesek egyensúlyozó szerve - nem található meg az ásványi anyagból felépülő fülkő, vagy más néven otolit.

Lorenzini-ampullák

### Az érzékelés
Oldalszervük (oldalvonal) nyitott. Rosszul látnak, elsősorban a gyenge fényviszonyokhoz alkalmazkodtak. Kitűnő az irány-, illetve a szag- és ízérzékelésük; egyes cápafajok akár 1 milliószoros hígításban is érzékelik a vért, sőt még a levegő (vízfelszín) szaganyagainak érzékelése is képesek - ezeket a tulajdonságokat a fejlett szaglólebenyüknek köszönhetik. Érzékelik a vízben terjedő elektromos hullámokat (Lorenzini-ampullák), ez a tulajdonság kizárólag a cápákat és kimérákat jellemzi. Továbbá a porcoshalak érzékelik az élő szervezetek által kibocsátott elektromágneses hullámokat (táplálkozás), a Föld elektromágneses hullámait (tájékozódás, főleg a pörölycápák esetén), a hőmérséklet emelkedését, illetve annak csökkenését a fejen és a test oldalán található úgynevezett mechanoreceptorokkal. Egyes rájafajok érzékelése annyira kifinomult, hogy a kagylók által kilövelt felfele áramló leheletfinom vízsugarakat is érzékelik.

### Az úszás
Úszóhólyagjuk nincs. A cápáknál a felhajtóerőt a nagy, olajjal teli máj jelenti, és mivel nincs úszóhólyag, így a testük könnyebbé válik. Ennek korlátai: a máj mérete a testfelülettel aránytalanul nő, a cetcápa testtömegének 20-25%-át a mája teszi ki (egy 6 tonnás cápának kb. 2300 liter májolaja van). A máj méretének felső határa azonban véges, ezáltal a lehetséges maximális testméret is meghatározott. Mozgásszerveik, illetve úszóik közvetlenül nem kapcsolódnak a gerincoszlophoz és a koponyához sem, valódi végtagok. A végtagok belső porcvázzal támasztott, izmokkal körülvett testnyúlványok, peremükön a halakról ismert úszósugár szegély látható. E tekintetben fejlődéstörténetileg közelebb állnak a szárazföldi gerincesekhez, mint a valódi halak (Actinopterygii) osztálya, amelyeknek páros végtagjaik helyett átalakult pikkelyekből képződött ún. úszósugarakból felépített álvégtagjaik vannak. A porcoshalaknak két mellúszójuk, hasúszójuk, hátúszójuk, egy farokalatti úszójuk és szintén egy aszimmetrikus (heterocerk) farokúszójuk van. A rájáknál ezek sok esetben redukálódnak, összeolvadnak, úszószegéllyé alakulnak. Izomzatuk erőteljes, a törzsizmokon jellegzetes szelvényességet figyelhetünk meg. Mindezek azt mutatják, hogy a porcoshalak osztályának legősibb képviselői az ősgerincesek koponyás, állkapcsos fejlődési fokán, valahol a szilur időszak kezdetén leszakadt fejlődési törzset képviselnek, amelyet valószínűleg az édesvizekből a tengeri életmódra való áttérés hívott létre (lásd: a porcos halak kialakulása és elterjedése - Xenacanthida). Néhány rövid életű kisebb csoportot a rendszerezők közös jellegeik miatt hol a páncélos ősgerincesek leágazásának, hol pedig már a porcoshalak ősi képviselőinek tekintenek. Ezeket nem számítva, a porcoshalakat két fő csoportba, a cápák és ráják (Elasmobranchii) és a kimérák (Holocephali) alosztályaiba sorolják.

## Rendszerezés

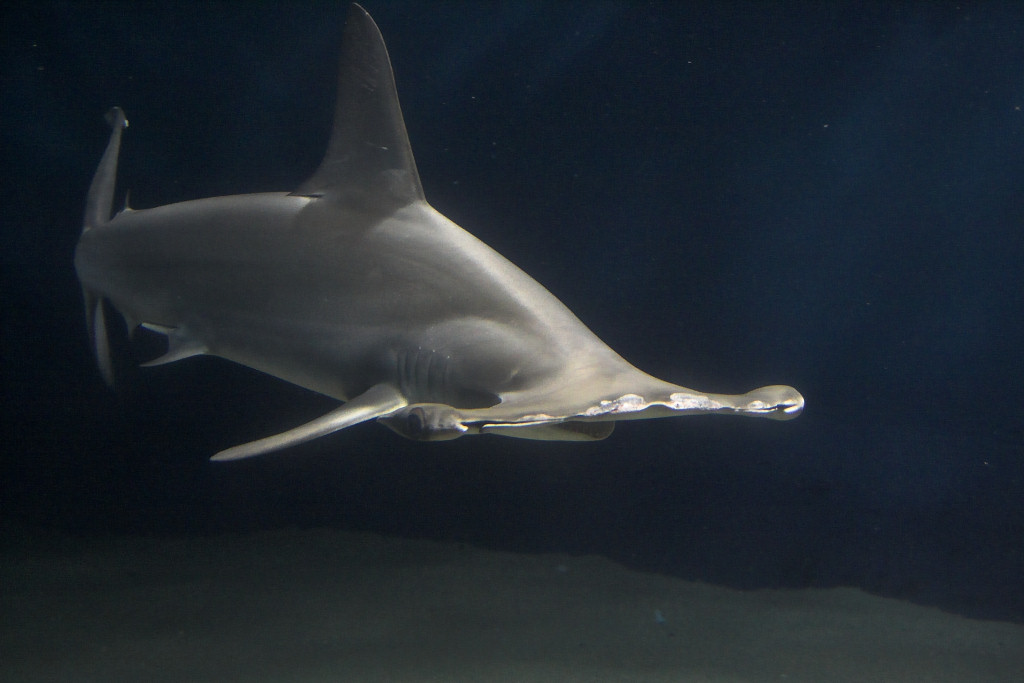
Pörölycápa

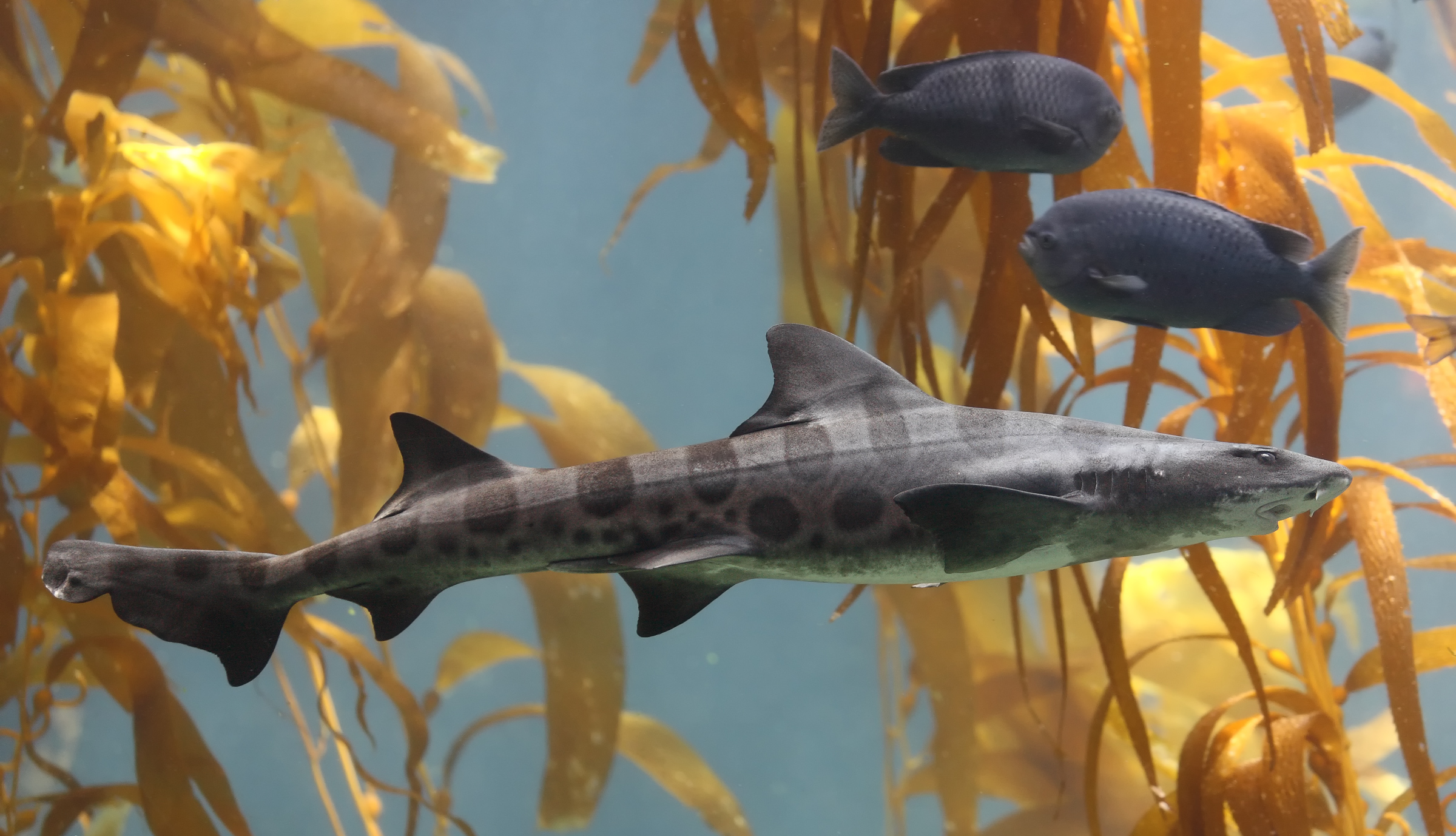
Leopárdcápa

- Cápák és ráják alosztálya Elasmobranchii Bonaparte, 1838
  - † Euselachii Hay, 1902 (kötött kopoltyús primitív őscápák csoportja/divisio)
    - † Xenacanthimorpha (öregrend)
      - † Xenacanthiformes Berg, 1940
      - † Mongolepidiformes Karatajüte–Talimaa & Novitskaya, 1990
      - † Omalodontiformes Turner, 1997
      - † Phoebodontiformes Ginter, Hairapetian & Klug, 2002
      - † Antarctilamniformes Ginter, 2004
      - † Bransonelliformes Hampe & Ivanov, 2007

    - † Paraselachimorpha (öregrend)
      - † Desmiodontiformes Zangerl, 1981
      - † Orodontiformes Zangerl, 1981
      - † Petalodontiformes Zangerl, 1981
      - † Eugeneodontiformes Zangerl, 1981
      - † Debeeriiformes Grogan & Lund, 2000

    - † Cladoselachimorpha (öregrend)
      - † Cladoselachiformes Dean, 1909
      - † Squatinactiformes Lund & Zangerl, 1974
      - † Ctenacanthiformes Zangerl, 1981
      - † Coronodontiformes Zangerl, 1981
      - † Symmoriiformes Zangerl, 1990

  - † Protoselachii - Hybodonta Maisey & de Carvalho, 1997 (nyitott kopoltyús őscápák csoportja/divisio)
    - † Hybodontiformes Zangerl, 1981

  - Neoselachii Compagno, 1977 (nyitott kopoltyús "modern" cápák és ráják csoportja/divisio)
    - Cápák Selachii ex Selachimorpha ("modern" cápák alcsoportja/subdivisio)
      - Galeomorphii Compagno, 1973 (öregrend)
        - Kékcápaalakúak Carcharhiniformes Compagno, 1977
        - Rablócápa-alakúak Orectolobiformes Applegate, 1972
        - Heringcápa-alakúak Lamniformes Berg, 1958
        - Bikafejűcápa-alakúak Heterodontiformes Berg, 1940

      - Squatinomorphii Compagno, 1973 (öregrend)
        - Angyalcápa-alakúak Squantiniformes Buen, 1926

      - Squalimorphii Shirai, 1996 (öregrend)
        - † Synechodontiformes Duffin & Ward, 1993
        - † Palaeospinaciformes Underwood, 2004
        - † Protospinaciformes Underwood, 2006
        - Tüskéscápa-alakúak Squaliformes Goodrich, 1909
        - Szürkecápa-alakúak Hexanchiformes Gray, 1851
        - Szedercápa-alakúak Echinorhiniformes Gill, 1862
        - Galléroscápa–alakúak Chlamydoselachiformes Compagno, 1973
        - Fűrészescápa-alakúak Pristiophoriformes Berg, 1958

    - Rájaszerűek Batoidea (ráják alcsoportja/subdivisio)
      - Pristiorajea Carvalho, 1996 (öregrend - monofiletikus klád)
        - † Sclerorhynchiformes Kriwet, 2004
        - Fűrészrája-alakúak Pristiformes Buen, 1926

      - Batomorphii Cappetta, 1980 (öregrend)
        - Elektromosrája-alakúak Torpediniformes Buen, 1926
        - Sasrájaalakúak Myliobatiformes Compagno, 1973
        - Rájaalakúak Rajiformes Berg, 1940
        - Rhinopristiformes Gavin J.P. Naylor, Janine N. Caira, Kirsten Jensen, Kerri A.M. Rosana, Nicolas Straube & Clemens Lakner, 2016

- Tömörfejűek Holocephali Bonaparte, 1832 (zárt kopoltyús porcoshalak alosztálya)
  - Holocephalimorpha Grogan & Lund, 2004 (öregrend)
    - † Cochliodontiformes Obruchev, 1953
    - † Psammodontiformes Obruchev, 1953
    - † Helodontiformes Patterson, 1965
    - † Iniopterygiformes Cappetta et al., 1993
    - † Menaspiformes Stahl, 1999
    - † Copodontiformes Stahl, 1999
    - † Chondrenchelyiformes Stahl, 1999
    - † Squalorajiformes Delsate et al., 2002
    - Tengerimacska-alakúak Chimaeriformes Obruchev, 1953